# ナケテシュ郡 (ルイジアナ州)
ナケテシュ郡（ナケテシュぐん、英: Natchitoches Parish、[ˈnækətəʃ] NAK-ə-təsh）は、アメリカ合衆国ルイジアナ州の北部に位置する郡である。2010年国勢調査での人口は39,566人であり、2000年の39,080人から1.2％増加した。ケーン川ルイジアナ・クレオール社会の中心にある。郡庁所在地はナケテシュ（人口18,323人）であり、同郡で人口最大の町でもある。
ナケテシュ郡はその全体でナケテシュ小都市圏を構成している。マグノリア・プランテーションやオークランド・プランテーションの邸宅など、ケーン川クレオール国立歴史公園ではルイジアナ・クレオール文化の歴史を伝えている。ルイジアナ・アフリカ系アメリカ人歴史道の最初の場所の1つに指定された。

## 歴史
ナケテシュ郡は1805年4月10日に、オーリンズ準州を12の郡に分割した法によって設立された。その他にオーリンズ郡、アイバービル郡、ラピッズ郡などが創られた。

## 地理
アメリカ合衆国国勢調査局に拠れば、郡域全面積は1,299平方マイル (3,365 km2)であり、このうち陸地1,255平方マイル (3,252 km2)、水域は44平方マイル (114 km2)で水域率は3.37％である。

### 主要高規格道路
- 州間高速道路49号線
- アメリカ国道71号線
- アメリカ国道84号線
- ルイジアナ州道1号線
- ルイジアナ州道6号線
- ルイジアナ州道9号線
- ルイジアナ州道117号線
- ルイジアナ州道119号線
- ルイジアナ州道126号線
- ルイジアナ州道153号線
- ルイジアナ州道156号線
- ルイジアナ州道1226号線

### 隣接する郡
- ビエンビル郡 - 北
- ウィン郡 - 北東
- グラント郡 - 東
- ラピッズ郡 - 南東
- バーノン郡 - 南
- サビーン郡 - 西
- デソト郡 - 北西
- レッドリバー郡 - 北西

### 国立保護地域
- ケーン川クレオール国立歴史公園
- キサッチー国立の森（部分）
- レッド川国立野生生物保護区（部分）
- セイリーン・バイユー

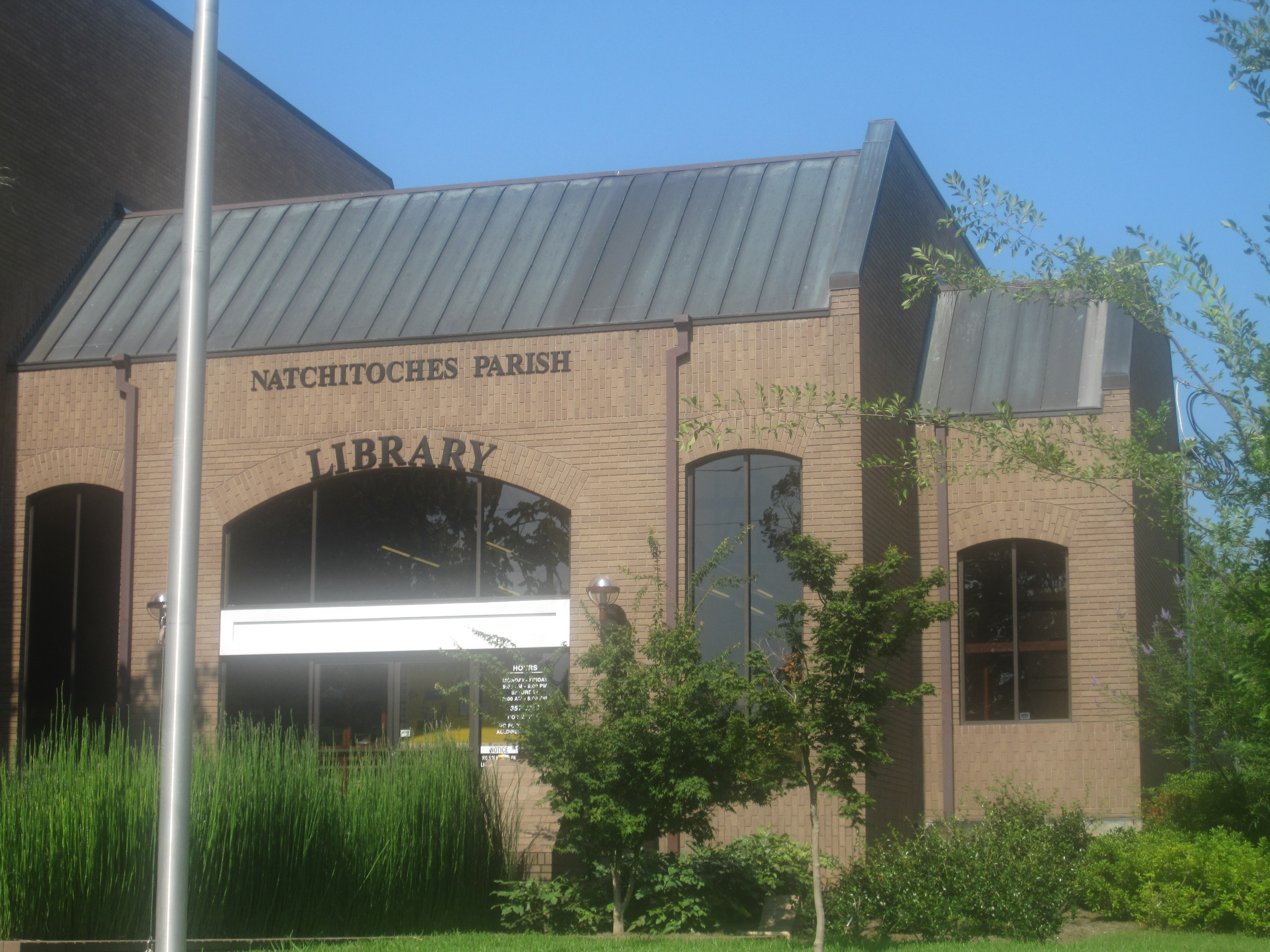
ナケテシュ郡図書館
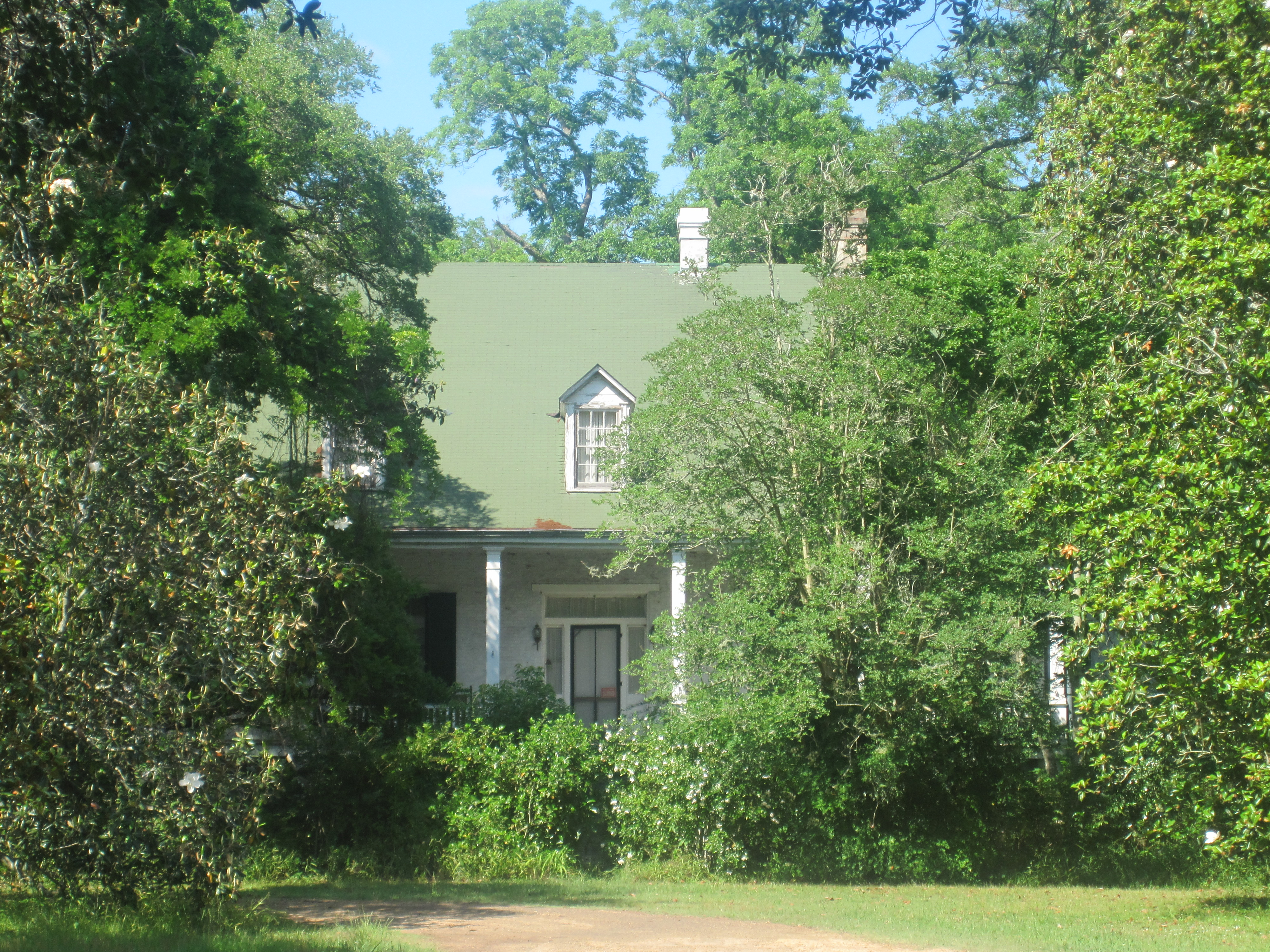
マグノリア・プランテーション、ケーン川クレオール国立歴史公園内にある
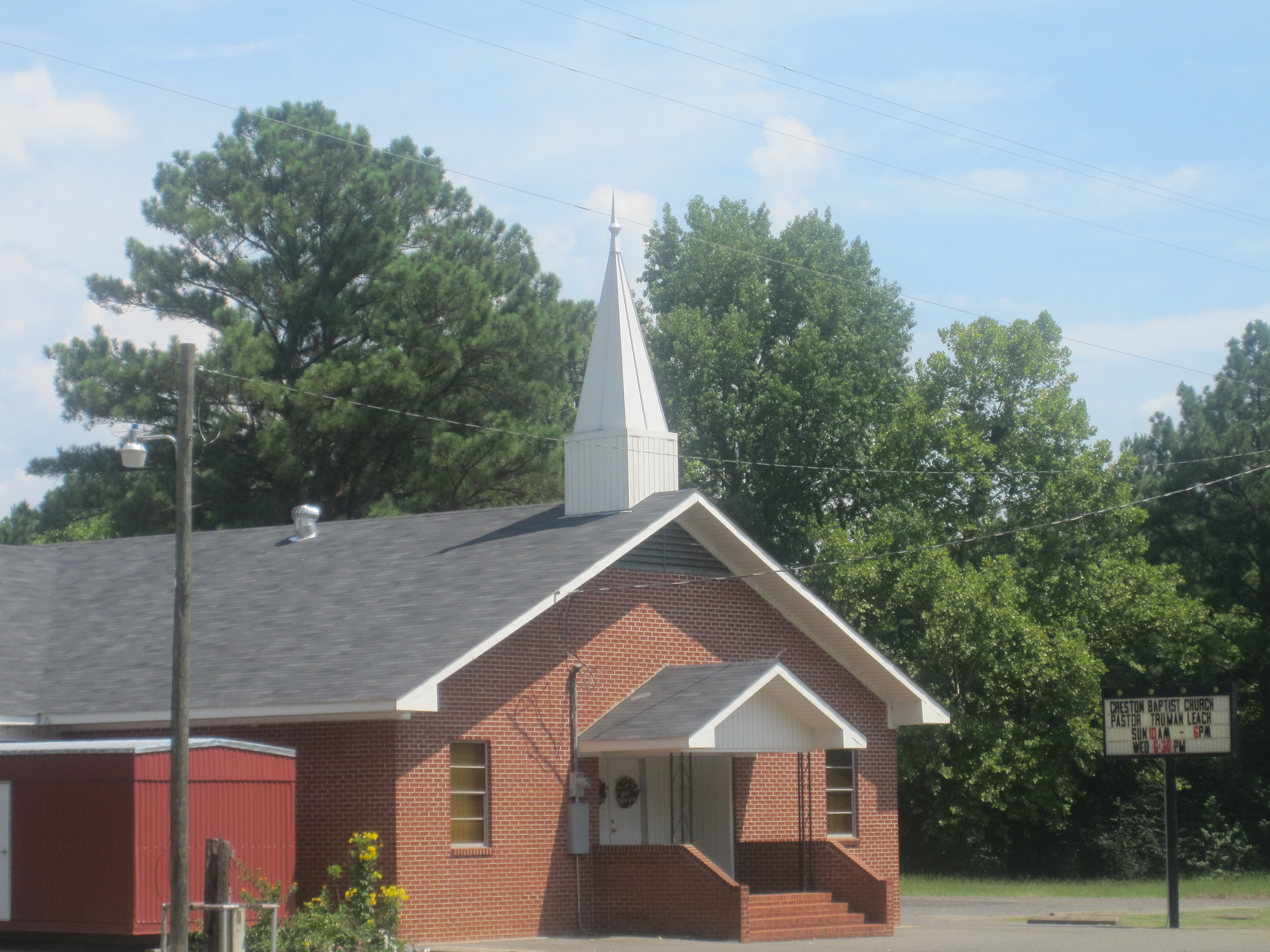
クレストン・バプテスト教会

## 人口動態
以下は2000年の国勢調査による人口統計データである。
| 基礎データ - 人口: 39,080人 - 世帯数: 14,263 世帯 - 家族数: 9,499 家族 - 人口密度: 12人/km2（31人/mi2） - 住居数: 16,890軒 - 住居密度: 5軒/km2（14軒/mi2） 人種別人口構成 - 白人: 57.85% - アフリカン・アメリカン: 38.43% - ネイティブ・アメリカン: 1.08% - アジア人: 0.44% - 太平洋諸島系: 0.02% - その他の人種: 0.92% - 混血: 1.27% - ヒスパニック・ラテン系: 1.45% 年齢別人口構成 - 18歳未満: 26.0% - 18-24歳: 17.9% - 25-44歳: 24.3% - 45-64歳: 19.7% - 65歳以上: 12.1% - 年齢の中央値: 30歳 - 性比（女性100人あたり男性の人口） - 総人口: 90.6 - 18歳以上: 85.8 | 世帯と家族（対世帯数） - 18歳未満の子供がいる: 33.0% - 結婚・同居している夫婦: 45.3% - 未婚・離婚・死別女性が世帯主: 17.7% - 非家族世帯: 33.4% - 単身世帯: 27.1% - 65歳以上の老人1人暮らし: 10.9% - 平均構成人数 - 世帯: 2.56人 - 家族: 3.14人 収入と家計 - 収入の中央値 - 世帯: 25,722米ドル - 家族: 32,8161米ドル - 性別 - 男性: 29,388米ドル - 女性: 19,234米ドル - 人口1人あたり収入: 13,743米ドル - 貧困線以下 - 対人口: 26.5% - 対家族数: 20.9% - 18歳未満: 32.7% - 65歳以上: 19.0% |

## 都市と町

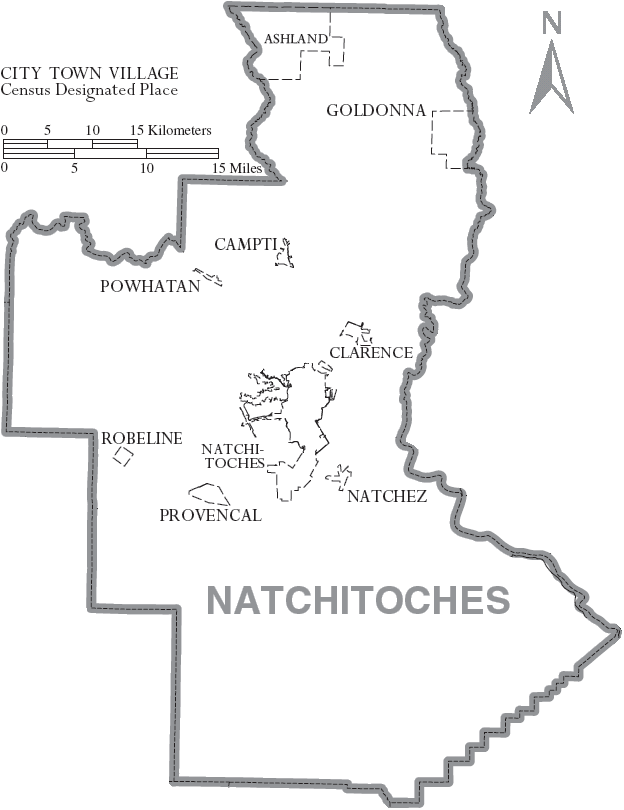
ナケテシュ郡図

### 都市
| - ナケテシュ - 郡庁所在地 |

### 町
| - カンプティ |

### 村
| - アシュランド - クラレンス - ゴルドナ | - ナチェズ - ポウハタン | - プロベンカル - ローブライン |

### 未編入の町
| - アレン - アジャックス - チョピン | - クロウティアビル - マーサビル | - メルローズ - リードハイマー |

## 教育
ナケテシュ郡教育委員会が郡内公立学校を運営している。